# ۲۲۳ (عدد)
۲۲۳ (عدد)یک عدد طبیعی است که بعد از ۲۲۲ و قبل از ۲۲۴ قرار دارد.